# Чемпіонат України з футболу 2021—2022: Прем'єр-ліга
Українська Прем'єр-ліга 2021—2022 (VBET Ліга) — 14-й сезон української Прем'єр-ліги, який розпочався 25 липня 2021 року та мав закінчитися 21 травня 2022 року.
24 лютого 2022 року поточний розіграш змагання було призупинено через російське вторгнення в Україну та введення на її території воєнного стану.
26 квітня 2022 року Загальними зборами УПЛ було прийнято рішення про дострокове завершення сезону 2021-22 через неможливість його догравання. Турнірна таблиця зафіксована станом на 24 лютого 2022 року. Нагородження призерів проводитися не буде. 2 травня 2022 року це рішення було затверджено Виконкомом УАФ.

## Регламент змагань
У чемпіонаті беруть участь 16 команд.
Змагання проводяться у два кола за круговою системою.
За підсумками цього сезону до єврокубків потраплять 5 команд (2 — до Ліги чемпіонів, 1 — до Ліги Європи та 2 — до Ліги конференцій).
Чемпіон потрапляє до раунду плей-оф кваліфікації Ліги чемпіонів, срібний призер стартуватиме з другого кваліфікаційного раунду шляху нечемпіонів.
Бронзовий призер потрапляє до третього кваліфікаційного раунду Ліги конференцій, а команда, що посіла 4-е місце — до другого кваліфікаційного раунду цього турніру.
У раунд плей-оф кваліфікації Ліги Європи потрапляє володар Кубка України. Якщо Кубок України виграє команда, що вийшла за підсумками чемпіонату до Ліги чемпіонів, то право виходу в Лігу Європи дістається бронзовому призеру чемпіонату, а команда, що посіла 5-е місце в чемпіонаті, отримує путівку в Лігу конференцій.
Команди, які посядуть у турнірній таблиці 15 та 16 місця, напряму вилетять в першу лігу, а команди, що посядуть 13 та 14 місця, зіграють матчі плей-оф з 4-ю та 3-ю командами першої ліги відповідно.
При рівній кількості набраних очок у двох та/або більше команд їх місця визначаються за такими показниками:
1. більша кількість набраних очок в особистих зустрічах між цими командами;
2. краща різниця забитих і пропущених м’ячів в особистих зустрічах;
3. більша кількість забитих м’ячів в особистих зустрічах;
4. краща різниця забитих і пропущених м’ячів в усіх матчах;
5. більша кількість забитих м’ячів в усіх матчах.[7]

## Учасники
За підсумками попереднього сезону ФК «Минай» понизився в класі, а «Верес», «Чорноморець» та «Металіст 1925» здобули путівки з першої ліги до Прем'єр-ліги. Проте, 9 липня 2021 року, за два тижні до початку нового сезону, «Олімпік», що посів 13-е місце в попередньому сезоні, оголосив про зняття зі змагань та був виключений з числа учасників УПЛ. Його місце посів ФК «Минай».
Склад учасників:
| Команда          | Населений пункт                        | Стадіон                                                                                    | Місткість стадіону   | Місце в ПЛ 2020–2021 |
| ---------------- | -------------------------------------- | ------------------------------------------------------------------------------------------ | -------------------- | -------------------- |
| «Верес»          | Рівне                                  | «Авангард» (Луцьк)                                                                         | 12 080               | 1 (перша ліга)       |
| «Ворскла»        | Полтава                                | «Ворскла» ім. Олексія Бутовського                                                          | 23 842               | 5                    |
| «Десна»          | Чернігів                               | ім. Юрія Гагаріна                                                                          | 12 060               | 6                    |
| «Динамо»         | Київ                                   | НСК «Олімпійський» «Динамо» ім. Валерія Лобановського                                      | 70 050 16 873        | 1                    |
| «Дніпро-1»       | Дніпро                                 | «Дніпро-Арена» «Чорноморець» (Одеса)                                                       | 31 003 34 164        | 7                    |
| «Зоря»           | Луганськ                               | «Славутич-Арена» (Запоріжжя)                                                               | 11 883               | 3                    |
| «Інгулець»       | смт Петрове                            | «Зірка» ім. Станіслава Березкіна (Кропивницький) «Динамо» ім. Валерія Лобановського (Київ) | 13 305 16 873        | 12                   |
| «Колос»          | село Ковалівка Білоцерківського району | «Колос»                                                                                    | 5050                 | 4                    |
| ФК «Львів»       | Львів                                  | «Арена Львів» Міський ім. Романа Шухевича (Тернопіль)                                      | 34 512 15 150        | 8                    |
| ФК «Маріуполь»   | Маріуполь                              | ім. Володимира Бойка «Колос» (Ковалівка)                                                   | 12 680 5050          | 11                   |
| «Металіст 1925»  | Харків                                 | «Металіст»                                                                                 | 40 003               | 3 (перша ліга)       |
| ФК «Минай»       | село Минай Ужгородського району        | «Авангард» (Ужгород)                                                                       | 12 000               | 14                   |
| ФК «Олександрія» | Олександрія                            | КСК «Ніка»                                                                                 | 7000                 | 9                    |
| «Рух»            | Львів                                  | «Арена Львів»                                                                              | 34 512               | 10                   |
| «Чорноморець»    | Одеса                                  | «Чорноморець» «Дніпро-Арена» (Дніпро) «Динамо» ім. Валерія Лобановського (Київ)            | 34 164 31 003 16 873 | 2 (перша ліга)       |
| «Шахтар»         | Донецьк                                | НСК «Олімпійський» (Київ)                                                                  | 70 050               | 2                    |

### Керівництво, тренери та спонсори
| Команда          | Президент            | Головний тренер    | Екіпірування | Титульний спонсор |
| ---------------- | -------------------- | ------------------ | ------------ | ----------------- |
| «Верес»          | Іван Надєїн          | Юрій Вірт          | Kelme        | «Parimatch»       |
| «Ворскла»        | Костянтин Жеваго     | Юрій Максимов      | Nike         | «Ferrexpo»        |
| «Десна»          | Володимир Левін      | Олександр Рябоконь | Nike         | «Parimatch»       |
| «Динамо»         | Ігор Суркіс          | Мірча Луческу      | New Balance  | «А-Банк»          |
| «Дніпро-1»       | Максим Береза        | Ігор Йовичевич     | Nike         | «Parimatch»       |
| «Зоря»           | Євгеній Гєллєр       | Віктор Скрипник    | Nike         | «Marsbet»         |
| «Інгулець»       | Олександр Поворознюк | Сергій Лавриненко  | Joma         | «etg.ua»          |
| «Колос»          | Андрій Засуха        | Ярослав Вишняк     | Nike         | «Світанок»        |
| ФК «Львів»       | Богдан Копитко       | Олег Дулуб         | Jako         | «Parimatch»       |
| ФК «Маріуполь»   | Тарік Махмуд Чаудрі  | Остап Маркевич     | Puma         | «Parimatch»       |
| «Металіст 1925»  | Ярослав Вдовенко     | Валерій Кривенцов  | Puma         | «AES Group»       |
| ФК «Минай»       | Валерій Пересоляк    | Володимир Шаран    | Kelme        | «Favbet»          |
| ФК «Олександрія» | Сергій Кузьменко     | Юрій Гура          | Nike         | «AgroVista»       |
| «Рух»            | Григорій Козловський | Леонід Кучук       | Macron       | «First»           |
| «Чорноморець»    | Леонід Клімов        | Роман Григорчук    | Kelme        | —                 |
| «Шахтар»         | Рінат Ахметов        | Роберто Де Дзербі  | Puma         | «Parimatch»       |

- До 4 серпня 2021 року головним тренером «Руху» був Іван Федик.[15]
- До 25 серпня 2021 року головним тренером ФК «Львів» був Анатолій Безсмертний.[16]
- До 29 серпня 2021 року головним тренером «Колоса» був Руслан Костишин.[17]
- До 6 вересня 2021 року виконувачем обов'язків головного тренера ФК «Львів» був Тарас Чопик.[18][19]
- До 29 вересня 2021 року головним тренером ФК «Минай» був Василь Кобін.[20]
- До 9 жовтня 2021 року виконувачем обов'язків головного тренера ФК «Минай» був Микола Цимбал.
- До 1 листопада 2021 року виконувачем обов'язків головного тренера «Колоса» був Сергій Кузнецов.
- До 16 грудня 2021 року головним тренером ФК «Минай» був Ігор Леонов.[21]
- До 30 грудня 2021 року головним тренером «Чорноморця» був Юрій Мороз[22].

## Турнірна таблиця
| М  | Команда          | І  | В  | Н | П  | РМ    | О  |
| -- | ---------------- | -- | -- | - | -- | ----- | -- |
| 1  | «Шахтар»         | 18 | 15 | 2 | 1  | 49−10 | 47 |
| 2  | «Динамо»         | 18 | 14 | 3 | 1  | 47−9  | 45 |
| 3  | «Дніпро-1»       | 18 | 13 | 1 | 4  | 35−17 | 40 |
| 4  | «Зоря»           | 18 | 11 | 3 | 4  | 37−19 | 36 |
| 5  | «Ворскла»        | 18 | 9  | 6 | 3  | 30−18 | 33 |
| 6  | ФК «Олександрія» | 18 | 7  | 5 | 6  | 19−16 | 26 |
| 7  | «Десна»          | 18 | 7  | 4 | 7  | 22−27 | 25 |
| 8  | «Колос»          | 18 | 7  | 3 | 8  | 14−23 | 24 |
| 9  | «Верес»          | 18 | 6  | 5 | 7  | 15−20 | 23 |
| 10 | «Металіст 1925»  | 18 | 6  | 1 | 11 | 17−29 | 19 |
| 11 | «Рух»            | 17 | 4  | 6 | 7  | 16−21 | 18 |
| 12 | ФК «Львів»       | 18 | 4  | 5 | 9  | 14−30 | 17 |
| 13 | «Чорноморець»    | 18 | 3  | 5 | 10 | 20−40 | 14 |
| 14 | «Інгулець»       | 17 | 3  | 4 | 10 | 13−28 | 13 |
| 15 | ФК «Минай»       | 18 | 1  | 7 | 10 | 12−30 | 10 |
| 16 | ФК «Маріуполь»   | 18 | 2  | 2 | 14 | 21−44 | 8  |

Позначення:

## Результати матчів
| Команда          | ВЕР | ВОР | ДЕС | ДИН | Д-1 | ЗОР | ІНГ | КОЛ | ЛЬВ | МАР | М25 | МИН | ОЛЕ | РУХ  | ЧОР | ШАХ |
| ---------------- | --- | --- | --- | --- | --- | --- | --- | --- | --- | --- | --- | --- | --- | ---- | --- | --- |
| «Верес»          |     | 1:1 |     | 0:3 |     |     |     | 0:0 | 1:0 | 2:0 | 2:0 | 1:0 | 0:0 | 1:1  |     |     |
| «Ворскла»        |     |     | 2:2 |     | 2:2 |     | 3:0 |     | 4:1 | 5:1 | 2:0 | 2:0 |     | 2:0  | 0:0 | 0:2 |
| «Десна»          | 0:4 |     |     |     | 2:1 |     | 2:0 | 0:1 |     | 3:3 | 1:2 |     | 1:1 | 1:0  | 3:0 |     |
| «Динамо»         | 4:0 | 1:2 | 4:0 |     | 2:0 | 1:1 |     | 7:0 |     |     |     | 2:0 | 1:0 |      |     | 0:0 |
| «Дніпро-1»       | 1:0 | 5:1 |     |     |     | 0:4 |     | 2:0 |     | 2:1 |     | 4:0 | 3:1 | 2:0  | 3:1 |     |
| «Зоря»           | 3:0 | 1:0 | 2:0 | 1:2 |     |     | 1:0 | 1:0 |     |     |     | 1:1 | 0:1 |      | 3:0 |     |
| «Інгулець»       | 0:0 |     | 2:1 | 1:1 | 0:1 | 1:5 |     | 0:2 |     | 3:0 |     |     |     | пер. |     | 0:1 |
| «Колос»          | 1:0 | 0:1 |     |     |     |     |     |     | 0:1 | 1:3 | 1:0 | 2:1 | 0:1 | 1:1  | 2:1 | 1:3 |
| ФК «Львів»       |     | 1:1 | 0:2 | 1:4 | 0:1 | 2:1 | 1:2 |     |     | 1:1 | 0:0 |     | 1:1 |      |     | 0:3 |
| ФК «Маріуполь»   |     |     | 1:2 | 2:3 | 0:3 | 3:4 |     |     | 0:1 |     | 1:2 |     |     | 0:2  | 2:3 | 0:5 |
| «Металіст 1925»  |     |     |     | 0:2 | 1:2 | 1:6 | 4:0 | 0:1 |     |     |     | 1:0 |     | 2:1  | 3:2 |     |
| ФК «Минай»       |     |     | 0:0 | 0:2 |     |     | 2:2 | 1:1 | 1:2 | 0:2 |     |     | 1:0 |      | 2:2 | 1:1 |
| ФК «Олександрія» |     | 1:2 |     |     |     | 0:1 | 1:0 |     |     | 2:1 | 2:0 | 3:0 |     |      |     | 1:2 |
| «Рух»            | 2:1 | 0:0 |     | 0:2 |     | 1:1 |     |     | 1:0 |     | 2:0 | 2:2 | 0:0 |      |     |     |
| «Чорноморець»    | 0:1 |     | 0:1 | 1:6 | 0:3 |     | 1:1 |     | 1:1 |     | 2:1 |     | 2:2 | 4:3  |     | 0:3 |
| «Шахтар»         | 4:1 |     | 4:1 |     | 2:0 | 6:1 | 2:1 |     | 6:1 |     | 2:0 |     | 1:2 |      |     |     |

## Тур за туром
| Команда / Тур    | 1        | 2  | 3  | 4  | 5  | 6  | 7  | 8  | 9  | 10 | 11 | 12 | 13 | 14 | 15 | 16 | 17 | 18 | 19 | 20 | 21 | 22 | 23 | 24 | 25 | 26 | 27 | 28 | 29 | 30 |  |
| ---------------- | -------- | -- | -- | -- | -- | -- | -- | -- | -- | -- | -- | -- | -- | -- | -- | -- | -- | -- | -- | -- | -- | -- | -- | -- | -- | -- | -- | -- | -- | -- |  |
| Команда / Тур    | «Динамо» | 11 | 8  | 5  | 2  | 1  | 1  | 1  | 1  | 1  | 1  | 1  | 1  | 1  | 2  | 1  | 1  | 2  | 2  |    |    |    |    |    |    |    |    |    |    |    |  |
| «Шахтар»         | 3        | 2  | 7  | 3  | 2  | 2  | 2  | 2  | 2  | 2  | 2  | 2  | 2  | 1  | 2  | 2  | 1  | 1  |    |    |    |    |    |    |    |    |    |    |    |    |  |
| «Зоря»           | 15       | 10 | 9  | 9  | 7  | 7  | 7  | 7  | 5  | 4  | 5  | 4  | 3  | 3  | 5  | 4  | 4  | 4  |    |    |    |    |    |    |    |    |    |    |    |    |  |
| «Колос»          | 10       | 5  | 8  | 8  | 9  | 13 | 14 | 10 | 10 | 11 | 11 | 11 | 11 | 11 | 10 | 10 | 9  | 8  |    |    |    |    |    |    |    |    |    |    |    |    |  |
| «Ворскла»        | 5        | 4  | 2  | 4  | 4  | 5  | 6  | 5  | 3  | 3  | 3  | 3  | 4  | 4  | 3  | 5  | 5  | 5  |    |    |    |    |    |    |    |    |    |    |    |    |  |
| «Десна»          | 1        | 1  | 1  | 1  | 3  | 4  | 4  | 3  | 6  | 7  | 7  | 9  | 9  | 7  | 8  | 6  | 7  | 7  |    |    |    |    |    |    |    |    |    |    |    |    |  |
| «Дніпро-1»       | 6        | 3  | 3  | 5  | 5  | 3  | 5  | 4  | 7  | 5  | 4  | 5  | 5  | 5  | 4  | 3  | 3  | 3  |    |    |    |    |    |    |    |    |    |    |    |    |  |
| ФК «Львів»       | 7        | 12 | 13 | 14 | 15 | 15 | 16 | 16 | 13 | 13 | 14 | 14 | 12 | 13 | 12 | 12 | 12 | 12 |    |    |    |    |    |    |    |    |    |    |    |    |  |
| ФК «Олександрія» | 4        | 7  | 4  | 6  | 6  | 6  | 3  | 6  | 4  | 6  | 6  | 6  | 6  | 6  | 6  | 7  | 6  | 6  |    |    |    |    |    |    |    |    |    |    |    |    |  |
| «Рух»            | 14       | 14 | 11 | 11 | 12 | 10 | 9  | 9  | 11 | 10 | 10 | 10 | 10 | 10 | 11 | 11 | 11 | 11 |    |    |    |    |    |    |    |    |    |    |    |    |  |
| ФК «Маріуполь»   | 8        | 11 | 12 | 15 | 16 | 16 | 15 | 15 | 16 | 16 | 16 | 16 | 16 | 16 | 16 | 16 | 16 | 16 |    |    |    |    |    |    |    |    |    |    |    |    |  |
| «Інгулець»       | 13       | 15 | 15 | 16 | 13 | 9  | 10 | 11 | 12 | 12 | 12 | 13 | 13 | 14 | 14 | 15 | 14 | 14 |    |    |    |    |    |    |    |    |    |    |    |    |  |
| ФК «Минай»       | 12       | 6  | 10 | 10 | 11 | 12 | 11 | 13 | 15 | 15 | 13 | 12 | 14 | 15 | 15 | 14 | 15 | 15 |    |    |    |    |    |    |    |    |    |    |    |    |  |
| «Верес»          | 9        | 13 | 14 | 13 | 10 | 8  | 8  | 8  | 8  | 9  | 9  | 8  | 8  | 8  | 7  | 8  | 8  | 9  |    |    |    |    |    |    |    |    |    |    |    |    |  |
| «Чорноморець»    | 16       | 16 | 16 | 12 | 14 | 14 | 13 | 14 | 14 | 14 | 15 | 15 | 15 | 12 | 13 | 13 | 13 | 13 |    |    |    |    |    |    |    |    |    |    |    |    |  |
| «Металіст 1925»  | 2        | 9  | 6  | 7  | 8  | 11 | 12 | 12 | 9  | 8  | 8  | 7  | 8  | 9  | 9  | 9  | 10 | 10 |    |    |    |    |    |    |    |    |    |    |    |    |  |

## Статистика

### Найкращі бомбардири
| №  | Футболіст           | Команда        | Голи (пен.) |
| -- | ------------------- | -------------- | ----------- |
| 1  | Артем Довбик        | «Дніпро-1»     | 14 (3)      |
| 2  | Віктор Циганков     | «Динамо»       | 11 (5)      |
| 3  | Віталій Буяльський  | «Динамо»       | 9 (1)       |
| 3  | Тете                | «Шахтар»       | 9 (1)       |
| 5  | Олів'є Тілль        | «Ворскла»      | 8 (2)       |
| 6  | Денис Безбородько   | «Десна»        | 7           |
| 6  | Денис Гармаш        | «Динамо»       | 7           |
| 6  | Аллах'яр Сайядманеш | «Зоря»         | 7           |
| 9  | Шахаб Захеді        | «Зоря»         | 6           |
| 9  | Андрій Кулаков      | ФК «Маріуполь» | 6           |
| 9  | Руслан Степанюк     | «Ворскла»      | 6           |
| 12 | Лассіна Траоре      | «Шахтар»       | 6 (1)       |

### Асистенти
| № | Футболіст             | Команда    | Гольові передачі |
| - | --------------------- | ---------- | ---------------- |
| 1 | Олів'є Тілль          | «Ворскла»  | 7                |
| 2 | Михайло Мудрик        | «Шахтар»   | 6                |
| 3 | Артем Довбик          | «Дніпро-1» | 4                |
| 3 | Додо                  | «Шахтар»   | 4                |
| 3 | Владислав Калітвінцев | «Десна»    | 4                |
| 3 | Юхим Конопля          | «Шахтар»   | 4                |
| 3 | Микита Кравченко      | «Дніпро-1» | 4                |
| 3 | Марлос                | «Шахтар»   | 4                |
| 3 | Алан Патрік           | «Шахтар»   | 4                |
| 3 | Карлос де Пена        | «Динамо»   | 4                |
| 3 | Олександр Скляр       | «Ворскла»  | 4                |
| 3 | Микола Шапаренко      | «Динамо»   | 4                |
| 3 | Ілля Шкурін           | «Динамо»   | 4                |

### Хет-трики
| Гравець            | Клуб   | Суперник   | Результат | Дата             | Джерело |
| ------------------ | ------ | ---------- | --------- | ---------------- | ------- |
| Владислав Кочергін | «Зоря» | «Інгулець» | 5:1       | 2 серпня 2021    | [ 24 ]  |
| Шахаб Захеді       | «Зоря» | «Верес»    | 3:0       | 7 листопада 2021 | [ 25 ]  |

Примітки:

## Нагороди

### Гравець і тренер туру
За результатами голосування, організованого УПЛ
| Тур | Гравець туру        | Гравець туру     | Гравець туру | Тренер туру       | Тренер туру      | Тренер туру |
| Тур | Гравець             | Клуб             | Джерело      | Тренер            | Клуб             | Джерело     |
| --- | ------------------- | ---------------- | ------------ | ----------------- | ---------------- | ----------- |
| 1   | Артем Довбик        | «Дніпро-1»       | [ 26 ]       | Валерій Кривенцов | «Металіст 1925»  | [ 27 ]      |
| 2   | Владислав Кочергін  | «Зоря»           | [ 28 ]       | Віктор Скрипник   | «Зоря»           | [ 29 ]      |
| 3   | Денис Безбородько   | «Десна»          | [ 30 ]       | Юрій Гура         | ФК «Олександрія» | [ 31 ]      |
| 4   | Богдан Шуст         | «Інгулець»       | [ 32 ]       | Юрій Мороз        | «Чорноморець»    | [ 33 ]      |
| 5   | Віталій Буяльський  | «Динамо»         | [ 34 ]       | Мірча Луческу     | «Динамо»         | [ 35 ]      |
| 6   | Михайло Сергійчук   | «Верес»          | [ 36 ]       | Юрій Вірт         | «Верес»          | [ 37 ]      |
| 7   | Олег Вишневський    | ФК «Минай»       | [ 38 ]       | Остап Маркевич    | ФК «Маріуполь»   | [ 39 ]      |
| 8   | Олег Білик          | ФК «Олександрія» | [ 40 ]       | Віктор Скрипник   | «Зоря»           | [ 41 ]      |
| 9   | Владислав Кочергін  | «Зоря»           | [ 42 ]       | Віктор Скрипник   | «Зоря»           | [ 43 ]      |
| 10  | Олів'є Тілль        | «Ворскла»        | [ 44 ]       | Мірча Луческу     | «Динамо»         | [ 45 ]      |
| 11  | Лукас Ранжел        | «Ворскла»        | [ 46 ]       | Роберто Де Дзербі | «Шахтар»         | [ 47 ]      |
| 12  | Дмитро Криськів     | «Металіст 1925»  | [ 48 ]       | Валерій Кривенцов | «Металіст 1925»  | [ 49 ]      |
| 13  | Сергій Сидорчук     | «Динамо»         | [ 50 ]       | Віктор Скрипник   | «Зоря»           | [ 51 ]      |
| 14  | Шахаб Захеді        | «Зоря»           | [ 52 ]       | Юрій Максимов     | «Ворскла»        | [ 53 ]      |
| 15  | Артем Довбик        | «Дніпро-1»       | [ 54 ]       | Олег Дулуб        | ФК «Львів»       | [ 55 ]      |
| 16  | Артем Довбик        | «Дніпро-1»       | [ 56 ]       | Ігор Йовичевич    | «Дніпро-1»       | [ 57 ]      |
| 17  | Беньямін Вербич     | «Динамо»         | [ 58 ]       | Ярослав Вишняк    | «Колос»          | [ 59 ]      |
| 18  | Аллах'яр Сайядманеш | «Зоря»           | [ 60 ]       | Юрій Мороз        | «Чорноморець»    | [ 61 ]      |

### Гравець і тренер місяця
За результатами голосування, організованого УПЛ
| Місяць                | Гравець місяця | Гравець місяця | Тренер місяця   | Тренер місяця | Джерело |
| Місяць                | Гравець        | Клуб           | Тренер          | Клуб          | Джерело |
| --------------------- | -------------- | -------------- | --------------- | ------------- | ------- |
| Серпень 2021          | Артем Довбик   | «Дніпро-1»     | Юрій Вірт       | «Верес»       | [ 62 ]  |
| Вересень 2021         | Денис Гармаш   | «Динамо»       | Віктор Скрипник | «Зоря»        | [ 63 ]  |
| Жовтень 2021          | Денис Гармаш   | «Динамо»       | Юрій Максимов   | «Ворскла»     | [ 64 ]  |
| Листопад-грудень 2021 | Артем Довбик   | «Дніпро-1»     | Віктор Скрипник | «Зоря»        | [ 65 ]  |

## Телетранслятори матчів
Матчі транслювалися телеканалами «Футбол 1/2/3» (Шахтар, Ворскла, Олександрія, Десна, Колос, Верес, Металіст 1925, Рух, Львів, Чорноморець, Інгулець, Минай, Маріуполь) й «2+2/УНІАН» (Динамо, Дніпро-1, Зоря).